# Reichweite (Logistik)
Die Reichweite ist in der Logistik und im Bestandsmanagement das Verhältnis aus durchschnittlichem Lagerbestand und durchschnittlichem Verbrauch pro Zeitspanne.

## Allgemeines
Die Reichweite ist wie die Lagerumschlagshäufigkeit eine wichtige betriebswirtschaftliche Kennzahl zur Bewertung der Wirtschaftlichkeit der Warenwirtschaft. Diese Reichweite ist der Kehrwert aus der Lagerumschlagshäufigkeit und besagt, wie lange ein Lagerbestand ohne Neuzugänge ausreicht, um den Bedarf zu decken. Im Supply-Chain-Management dient diese Kennzahl zur Überwachung und Steuerung. Pendant ist die Warenrotation.

## Ermittlung
Die Reichweite von Waren, aber auch von Halbfabrikaten, Vorleistungsgütern oder Zwischenprodukten ergibt sich wie folgt:
{\displaystyle {\text{Reichweite}}={\frac {\text{Lagerbestand}}{\text{Bestandsabgänge}}}} oder
{\displaystyle {\text{Reichweite}}={\frac {\text{aktueller Lagerbestand}}{\text{mittlerer Bedarf}}}}.
Sie beschreibt, wie lange der Lagerbestand reicht, um den Bedarf der nächsten Fertigungsstufe, Handelsstufe, Verarbeitungsstufe oder des Vertriebs aus vorhandenen Lagerbeständen decken zu können. Weitere Unterarten sind die Nachschubreichweite, Bestands- und Sicherheitsbestandsreichweite. Die Reichweite von Webshops ergibt sich aus der Anzahl der Besucher einer Webseite und der Anzahl aller Internetnutzer. Wegen der schwer ermittelbaren Zahl der Internetnutzer ist die Aussagekraft dieser Kennzahl jedoch umstritten.
Beträgt der aktuelle Lagerbestand beispielsweise 190.000 Stück und der Verbrauch 120.000 Stück pro Monat, so liegt die Reichweite – ohne dass eine weitere Beschaffung erfolgt – 1,58 Monate.

## Wirtschaftliche Aspekte
Die Reichweite entscheidet über die Lieferbereitschaft in allen Absatzketten und Handelsstufen. Zu geringe Reichweite verursacht Lieferengpässe und Regallücken, was sich negativ auf Lieferqualität und Kundenzufriedenheit auswirkt. Überbestand führt zwar zur optimalen Lieferbereitschaft, erhöht jedoch die Lagerrisiken durch zusätzliche Lagerkosten und verringert die Gewinne. 
Um das Lager- und Absatzrisiko zu begrenzen, kann für jeden Artikel eine maximal zulässige Reichweite festgelegt werden. Durch diese werden die Nachschubmenge und der Sicherheitsbestand begrenzt, wenn sich ein Überbestand ergeben sollte. Die betriebswirtschaftliche Kennzahl der Reichweite bildet das Spannungsfeld zwischen Versorgungssicherheit und erhöhten Lagerkosten ab.
Klare Regeln wie die ABC-Analyse oder XYZ-Analyse helfen, die Reichweite zu optimieren. Die Reichweite wirkt sich auch auf den Cash-to-cash-Zyklus aus, also jene Zeitspanne, die zwischen der Zahlung an den eigenen Lieferanten (englisch cash out) und der Zahlung durch Kunden (englisch cash in) liegt. Eine hohe Reichweite sorgt – neben der Verkürzung des Kunden eingeräumten Zahlungsziels – zur Verbesserung des „Cash-to-cash-Zyklus“ und damit der Liquidität. Moderne Warenwirtschaftssysteme berücksichtigen die Reichweite, sobald die Soll-Reichweite unterschritten wird.